# Сегрегація (кристалізація води)
Сегрегація — виникнення чистих кристалів льоду при замерзанні вологих і водонасичених тонкодисперсних осадових гірських порід. При цьому утворюється т. зв. сегрегаційний лід — різновид підземного льоду.